# Samina König
Samina König (* 24. April 1997 in Augsburg) ist eine deutsche Sängerin und Synchronsprecherin. Sie betreibt einen YouTube-Kanal und streamt gelegentlich als V-Tuber auf der Streaming-Plattform Twitch.

## Karriere
Samina König besuchte bereits im Alter von vier Jahren eine Musikschule, um Viola spielen zu lernen. Früh nahm sie auch an mehreren Musikwettbewerben für Kinder und Jugendliche teil. Nachdem sie zunächst ein Gymnasium besucht hatte, wechselte sie zum Ende der 9. Klasse an eine Realschule aufgrund ihrer Depression. Im Jahr 2016 hatte sie ihr Debüt als Synchronsprecherin in Hamburg, wo sie eine kleine Rolle einsprechen durfte. Zu diesem Zeitpunkt besuchte sie eine Schauspielschule.
König interessierte sich bereits früh für Anime und begann im Alter von 14 Jahren, unter dem Künstlernamen Selphius deutsche Übersetzungen von bekannten Anime-Liedern zu schreiben und einzusingen, welche sie zunächst nur durch ihren YouTube-Kanal veröffentlichte. Seit 2018 arbeitet sie mit internationalen Musikproduzenten zusammen und veröffentlicht ihre deutschen Coverversionen auf Musikplattformen wie iTunes und Spotify. Durch die Zusammenarbeit mit ihrem Grafikteam wird ein großer Teil ihrer Coverversionen außerdem als Musikvideo auf YouTube veröffentlicht. Ihr erster Originalsong „Wo willst du hin?“ erschien am 11. September 2020 und wurde als Titelsong für das Franchise Star Jewel genutzt. Nach eigenen Angaben arbeitet sie seit 2019 zusammen mit dem japanischen Musikproduzenten crouka an einem eigenen originalen Album.
Samina König synchronisierte einige Rollen in Filmen wie beispielsweise Die Goldschwimmer oder A Second Chance: Rivals! so wie in Serien wie The Bold Type, The Rising of the Shield Hero und der Anime-Umsetzung des Erogē School Days. In ihrer ersten Hauptrolle sprach sie die Antagonistin Gwendoline Mary Lacey aus der Jugendserie Malory Towers. Des Weiteren ist sie die deutsche Stimme der Shana aus der Animeserie Shakugan no Shana.

## Synchronisation (Auswahl)

### Filme
- 2020: A Second Chance: Rivals! für Eva Grados (als Alkira)
- 2020: Swimming For Gold für Alexa Curtis (als Jordan)
- 2020: Support The Girls für Zoe Graham (als Taylor)
- 2020: Horse Camp – Sommer der Abenteuer für Courtne Alyssa Moran (als Rebecca)
- 2020: Girls and Panzer – Das Finale Teil 2 für Sakura Nakamura (als 'El')
- 2022: Black Panther: Wakanda Forever für Dominique Thorne (als Riri Williams / Ironheart)
- 2022: Talk to me für Sophie Wilde (als Mia)
- 2023: Transformers: Aufstieg der Bestien für Dominique Fishback (als Elena Wallace)

### Serien
- 2020: Talentless Nana (Munou na Nana) für Rumi Ookubo (als 'Nana Hiiragi')
- 2020: WorldEnd für Satomi Satou (als 'Almaria Duffner')
- 2020: WorldEnd für Hikari Okada (als 'Elq Hrqstn')
- 2020: The Rising of the Shield Hero für Miho Okasaki (als 'Rifana')
- 2020: SUPER HXEROS für Lynn (als 'Shiko Murasame')
- 2020: The Bold Type – Der Weg nach oben für Myra Molloy (als Mara Chamberlain)
- 2020: GAMERS! für Rie Takahashi (als 'Riki Misumi')
- 2020: Kabukicho Sherlock als Blondie
- 2020: Malory Towers für Danya Griver (als Gwendoline Mary Lacey)
- 2020: Shakugan no Shana für Rie Kugimiya (als 'Shana')
- 2021: School Days für Shiho Kawaragi (als 'Sekai Saionji')
- 2021: Demon Lord, Retry! für Kanon Takao (als 'Aku')
- 2021: The Detective Is Already Dead. für Kanon Takao (als 'Yui Saikawa')
- 2021: Verschlungene Wege für Tatu Glikman (als Greta (jung))
- 2022: She Professed Herself Pupil of the Wise Man für Nichika Oomori (als 'Mira')
- 2022: Navy CIS: L.A. für Caitlin Carmichael (als Gia Michele)
- 2023–2024: Nier: Automata Ver1.1a für Ayaka Suwa als 'A2'
- 2023: Golden Time für Ai Kayano als Nana Hayashida
- 2024: Kiss×sis für Yuiko Tatsumi als Riko Suminoe
- 2024: What If…? für Dominique Thorne (als Riri Williams / Ironheart)
- 2025: Zenshu für Anna Nagase als Natsuko Hirose

### Hörspiele
- seit 2017: Die Schule der magischen Tiere als Finja
- 2019: Die Schule der magischen Tiere: Endlich Ferien als Charlotte
- 2021: Die drei !!!: #Falscher Ruhm[6] als Tammy

### Videospiele
- 2018: Legend of Ahssûn (Gothic-2-Modifikation) verschiedene Rollen[7]
- 2020: Legends of Runeterra als Korallenkreaturen und Auge des Drachen
- 2020: League of Legends als Lillia
- 2022: God of War Ragnarök als Angrboda
- 2024: Life is Strange: Double Exposure als Safi Llewellyn-Fayyad
- 2025: Assassin’s Creed Shadows

## Diskografie
Studioalben

| Jahr | Titel          | Höchstplatzierung, Gesamtwochen, AuszeichnungChartsChartplatzierungen (Jahr, Titel, Platzierungen, Wochen, Auszeichnungen, Anmerkungen) | Anmerkungen                                      |
| Jahr | Titel          | DE | Anmerkungen                                      |
| ---- | -------------- | --- | ------------------------------------------------ |
| 2021 | Shinsekai Plus | — | Erstveröffentlichung: 5. Februar 2021 Coveralbum |